# ジクシーズ
ジクシーズ株式会社（英: GxYz, Inc.）は、グリー株式会社 と、ヤフー株式会社による共同出資で設立された、ソーシャルゲームの企画、開発、運営を事業とする企業であった。
2015年、親会社のグリーに吸収合併された。

## 概要
2012年（平成24年）11月にグリー とヤフーの包括的業務提携発表の中で、ソーシャルゲームの共同開発と法人の設立が盛り込まれ、その後2013年（平成25年）3月15日に設立されたのが、ジクシーズである。ミッションは「ゲームを通じて笑顔あふれる社会をつくる」。本社は東京都渋谷区に所在した。

## 沿革
- 2013年（平成25年）3月15日 - ジクシーズ株式会社を設立[3]。
- 2013年（平成25年）7月29日 - 第1弾タイトル『ドリランド 魔王軍vs勇者!』をGREEで正式公開[4]。
- 2014年（平成26年）1月17日 - 『魔装詠唱バトルスター』をGREEで正式公開[5]。
- 2015年（平成27年）4月1日 - グリーに吸収合併される[6]。

## 参照
1. ↑  ヤフー株式会社との包括的業務提携に関する契約締結のお知らせ, グリー株式会社, IRニュース
2. ↑  グリーとヤフーの遺伝子を受け継ぐ、ジクシーズのソーシャルゲーム戦略を訊く, ファミ通App
3. ↑  ヤフー株式会社とグリー株式会社 、共同出資による新会社を設立, グリー株式会社, プレスリリース
4. ↑  Yahoo! JAPANとグリーの合弁会社、ジクシーズの第1弾タイトルが「GREE」に登場, グリー株式会社, プレスリリース
5. ↑  グリーとYahoo! JAPANの合弁会社、ジクシーズの第2弾タイトルが「GREE」に登場, グリー株式会社, プレスリリース
6. ↑  グリー、子会社のFEYNMANとジクシーズを吸収合併 - ソーシャルゲームインフォ 2015年2月5日 2017年5月18日閲覧